# Caprice Records
Caprice eller Caprice Records är ett svenskt statligt skivbolag för "smalare" musik, och de varumärken under vilka Rikskonserter sedan slutet av 1960-talet[källa behövs] fram till 2011 bedrev sin fonogramutgivning. Under flera decennier har bolaget stått för utgivningen av en stor del av den "svenska musikskatten" med bland annat klassisk musik och kammarmusik, jazz och folkmusik. Man har samarbetat bland annat med Nomus för nyskriven musik och Sveriges Radio P2. Tidigare samarbetade man också med SIDA kring utgivningen av världsmusikserien "Music from...".
Regeringen angav 2008-12-11 att målet för fonogramverksamhet (Caprice Records) är att stödja genrer som är svagt företrädda inom den kommersiella utgivningen. Då Rikskonserter 2011 lades ned överfördes Caprice Records till den nya statliga musikmyndigheten Statens musikverk. Skivbolagets uppdrag är enligt myndighetens instruktion att "genom utgivning av musikinspelningar som myndigheten förfogar över främja tillgången till konstnärligt intressant musik". Staten tillhandahåller även fonogramstöd från Statens Kulturråd för att möjliggöra för alla skivbolag att söka stöd för smalare musikutgivningsprojekt. Efter den tidigare skivdistributören CDA:s konkurs 2009 har Caprice Records tecknat avtal med bolaget Naxos Sweden för vidare distribution.

## Utgivning
Rikskonserter redovisade fonogramutgivningen i sina årsberättelser. Caprice anger på sin egen hemsida aktuell katalog, det vill säga fonogram som lagerförs och finns tillgängliga genom olika distributörer. Av redovisningstekniska orsaker överensstämmer inte alltid årsberättelserna redovisningar av utgivningar ett visst år med vad som anges i Caprices katalog. En utgivning kan exempelvis noteras i årsberättelsen ett år eftersom den inspelats samma år samtidigt som den faktiska utgivningen först sker efterföljande år och därmed noteras som sådan i katalogen.

### Historiskt utgivningsexempel: Utgivning 2007 i sammanställning
Enligt den katalog som publiceras av Caprice på hemsidan har följande nyutgivningar gjorts år 2007.
| Kategori         | Antal utgivna fonogram | Antal sålda enligt årsberättelse |
| ---------------- | ---------------------- | -------------------------------- |
| Kammarmusik      | 0                      | 0                                |
| Elektroakustiskt | 0                      | 0                                |
| Folkmusik        | 0                      | 0                                |
| Jazz             | 8                      | 4 493                            |
| Kammarmusik      | 5                      | 1 460                            |
| Nutida           | 1                      | 261                              |
| Opera            | 1                      | 215                              |
| Visa             | 0                      | 0                                |
| Summa            | 15                     | 6 429                            |

Kategoriindelning enligt Caprice katalog på hemsidan.

### Utgivningar 2007
Följande titlar utgavs 2007.
| Nr        | Titel                                                           | Antal sålda enligt årsberättelse | Kommentar                                                 |  |
| --------- | --------------------------------------------------------------- | -------------------------------- | --------------------------------------------------------- |  |
| CAP 21766 | Lennart Åberg & Norrbotten Big Band - Up North                  | 429                              |                                                           |  |
| CAP 21785 | Lina Nyberg & Magnus Lindgren - Brasil Big Bom                  | 1 031                            |                                                           |  |
| CAP 21767 | Jakob Koranyi - Cello                                           | 293                              |                                                           |  |
| CAP 21768 | Nils Berg - Sailors Fighting in the Dance Hall                  | 776                              |                                                           |  |
| CAP 22061 | Contemporary Swedish Jazz                                       | 717                              | Compilation                                               |  |
| CAP 21792 | Josef & Erika - small small small small sounds                  | 152                              |                                                           |  |
| CAP 21776 | Niklas Sivelöv - Improvisational one                            | 214                              |                                                           |  |
| CAP 22062 | Wagner - Vol. 7                                                 | 215                              |                                                           |  |
| CAP 21780 | Mats Öberg - Improvisational two                                | 372                              |                                                           |  |
| CAP 21800 | Mats Bergström - Perceptions of Time                            | 261                              |                                                           |  |
| CAP 21744 | Bengt-Åke Lundin plays Åhlström & Johnsen                       | 115                              | Noterad i Rikskonserters årsberättelse 2006, utgiven 2007 |  |
| CAP 21769 | Fredrik Ljungkvist & Yun Kan - Badaling                         | 802                              | Noterad i Rikskonserters årsberättelse 2006, utgiven 2007 |  |
| CAP 21751 | Hjo Kyrkas Ungdomskör - Salve Regina                            | 528                              | Noterad i Rikskonserters årsberättelse 2006, utgiven 2007 |  |
| CAP 22060 | Johan Helmich Roman/Sonate a flauto traverso, violone e cembalo | 320                              | Noterad i Rikskonserters årsberättelse 2006, utgiven 2007 |  |
| CAP 22056 | Åke Hermanson - Alarme                                          | 204                              | Noterad i Rikskonserters årsberättelse 2006, utgiven 2007 |  |
| Summa     |                                                                 | 6 429                            |                                                           |  |

### Övriga utgivningar 2007
| Nr        | Titel                                             | Antal sålda enligt årsberättelse | Kommentar                                                                            |  |
| --------- | ------------------------------------------------- | -------------------------------- | ------------------------------------------------------------------------------------ |  |
| CAP 21791 | Barn och sång - om rösten, sångerna och vägen dit | 2 620                            | Medföljer boken med samma namn utgiven av Studentlitteratur. Ej tillgänglig separat. |  |
| CAP 21361 | Chapter Seven - Thumbs Up                         | 9                                | Återutgivning av fonogram utgivet 1988. Finns ej i nuvarande katalog.                |  |
| CAP 21393 | Nils Landgren - Follow Your Heart                 | 63                               | Återutgivning av fonogram utgivet 1990. Finns ej i nuvarande katalog.                |  |
| CAP 22028 | Daniel Börtz - Backanterna                        | 0                                | Återutgivning av fonogram utgivet 1995. Finns ej i nuvarande katalog.                |  |
| CAP 22029 | Ingvar Lidholm - Ett Drömspel                     | 0                                | Återutgivning av fonogram utgivet 1993. Finns ej i nuvarande katalog.                |  |

I Rikskonserters årsberättelse 2007 noteras också CAP 21787 Duo Dialog. Fonogrammet utgavs dock först 2008-01-09 enligt Caprice katalog. Vidare utgavs i samarbete med Kungliga Operan utgavs en special-cd i en upplaga på cirka 52 000 exemplar som distribuerades till samtliga läsare av tidningen Vi.